# تیمور علی‌عسگری
تیمور علی‌عسگری (زاده ۱۳۳۹)، رابط پارلمانی و مشاور پارلمانی مرکز تحقیقات استراتژیک مجمع تشخیص مصلحت نظام، معاون پارلمانی دانشگاه آزاد اسلامی و از چهره‌های نزدیک به اکبر هاشمی رفسنجانی بود. وی نماینده مردم مشهد و کلات در مجلس هفتم بوده‌است. علی‌عسگری در تأسیس سازمان دفاع از مستضعفین ایران و در تشکیلات حزب جمهوری اسلامی، نقش‌آفرین بوده است.
علی‌عسگری در ۶ مهر ۱۳۹۲ از سوی حمید میرزاده، سرپرست وقت دانشگاه آزاد اسلامی، به عنوان معاون پارلمانی دانشگاه آزاد اسلامی منصوب شد.

## سوابق
معاون پارلمانی ریس جمهور حسن روحانی در دولت یازدهم (خبر گزاری دولت)
رئیس ستاد انتخاباتی حسن روحانی در خراسان رضوی
تیمور علی‌عسگری نماینده مردم مشهد و کلات از حوزه انتخابیه خراسان در مجلس هفتم بود.
او از حوزه نیشابور نیز قبلا کاندیدا شده بود که رای نیاورد.
او عضو کمیسیون ویژه اقتصادی اصل ۴۴ قانون اساسی و عضو هیئت تحقیق و تفحص از دیوان داوری لاهه بود.
تیمور علی‌عسگری پس از اتمام دوره چهار ساله مجلس هفتم، به عضویت شورای مشورتی امور قوای سه‌گانه مجمع تشخیص مصلحت نظام درآمد و به عنوان مشاور و رابط پارلمانی مرکز تحقیقات استراتژیک آن مجمع منصوب شد.
با حکم غلامحسین مظفری استاندار خراسان رضوی، در تاریخ  ۱۳ آبان ۱۴۰۳ علی‌عسگری را به سمت سرپرست معاونت فرهنگی، اجتماعی و زیارت استانداری خراسان رضوی منصوب کرد.
| مناصب احزاب سیاسی | مناصب احزاب سیاسی                 | مناصب احزاب سیاسی |
| ----------------- | --------------------------------- | ----------------- |
| عنوان جدید        | سخنگوی فراکسیون حزب‌الله ۱۳۸۷–۱۳۸۶ | انحلال فراکسیون   |